# گواندا
گواندا (انگلیسی: Gwanda) یک شهر در استان ماتابلند جنوبی، زیمبابوه است.
این شهر در سال ۲۰۲۲ میلادی ۲۶٬۷۰۰ نفر جمعیت داشته است.